# Lhota (Dubá)
Lhota (německy Wellhütte) je malá vesnice a část města Dubá v okrese Česká Lípa v Libereckém kraji. Nachází se asi 4,5 kilometru severozápadně od Dubé. Lhota leží v katastrálním území Lhota u Dřevčic o rozloze 1,57 km². Díky řadě zachovalých staveb lidové architektury byla Lhota vyhlášena jako vesnická památková rezervace.

## Historie

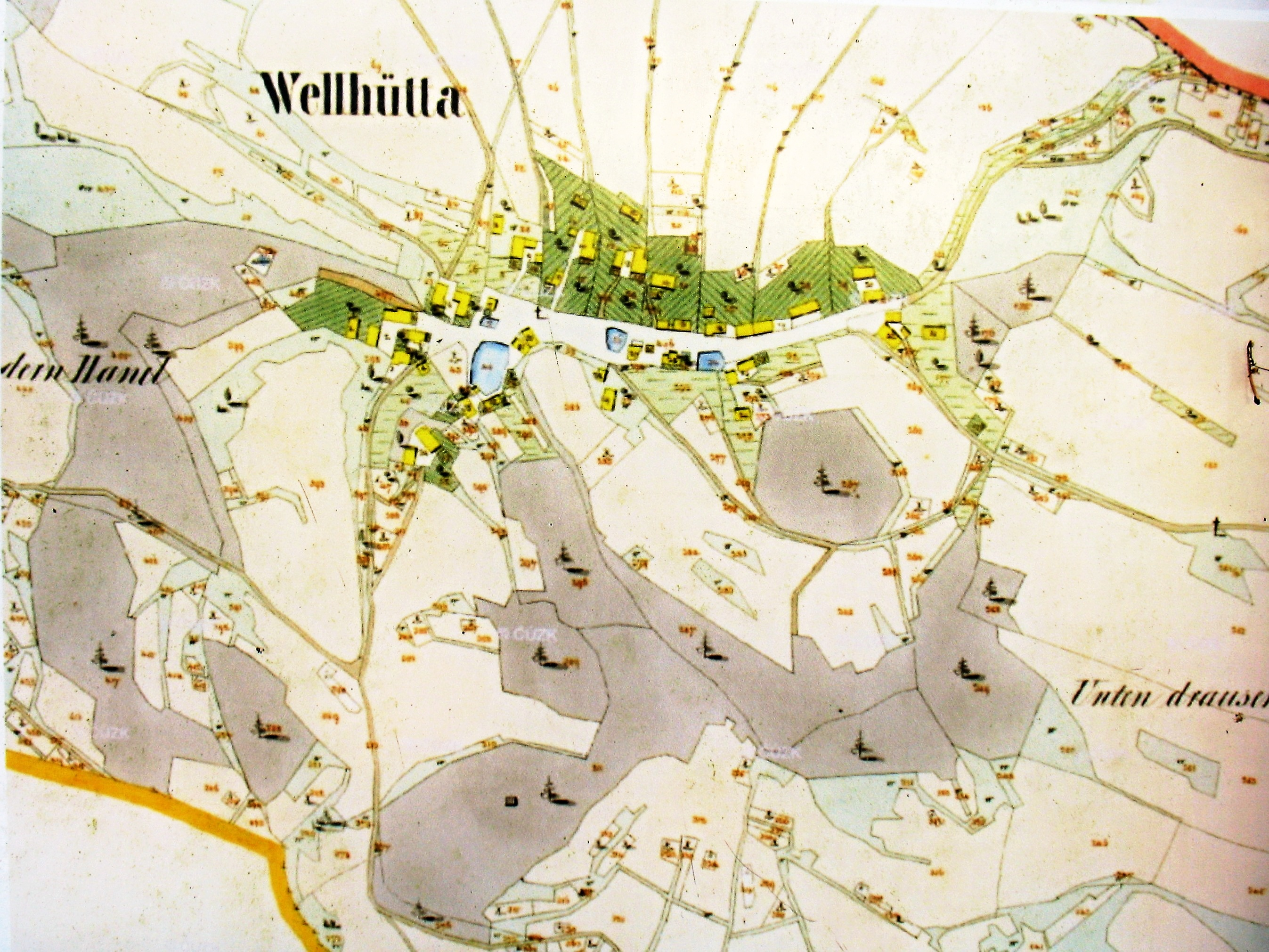
Historická mapa vesnice

Podle archeologických nálezů v okolních skalách bylo zdejší území osídleno již v období mezolitu a neolitu. V roce 1998 zde byla objevena keramická nádobka, náležející k neolitické kultuře s vypíchanou keramikou, jejíž stáří je odhadováno na téměř 7 000 let.
V historických pramenech je Lhota poprvé zmiňována v roce 1402 jako součást dědického podílu Václava, syna Jindřicha Berky z Dubé, kdy náležela k hradu Čap. Později Lhota příslušela k Zakšínu a k Deštné a po roce 1623 byla součástí Dokského panství Valdštejnů. 
V druhé polovině 19. století byla Lhota několikrát postižena požáry, přesto se zde dochovala řada památkově cenných roubených a zděných vesnických domů. Letité problémy se zásobováním obce vodou vyřešila v roce 1923 výstavba vodojemu, z něhož byl napájen i rybník v centrální části vesnice. V roce 1995 byla Lhota prohlášena vesnickou památkovou rezervací.

## Obyvatelstvo
Při sčítání lidu v roce 1921 ve vsi žilo sto obyvatel (z toho čtyřicet mužů) německé národnosti a římskokatolického vyznání. Podle sčítání lidu z roku 1930 měla vesnice 91 obyvatel s nezměněnou národnostní a náboženskou strukturou.
| Rok            | 1869 | 1880 | 1890 | 1900 | 1910 | 1921 | 1930 | 1950 | 1961 | 1970 | 1980 | 1991 | 2001 | 2011 | 2021 |
| -------------- | ---- | ---- | ---- | ---- | ---- | ---- | ---- | ---- | ---- | ---- | ---- | ---- | ---- | ---- | ---- |
| Počet obyvatel | 112  | 117  | 104  | 97   | 97   | 100  | 91   | 36   | 39   | 29   | 13   | 7    | 4    | 14   | 18   |
| Počet domů     | 22   | 22   | 23   | 23   | 23   | 23   | 23   | 16   | 16   | 10   | 5    | 16   | 19   | 19   | 19   |

## Doprava
Přes Lhotu vede místní komunikace s autobusovou zastávkou Dubá, Lhota na trase linky Česká Lípa – Dubá. Přes vesnici vedou dvě cyklotrasy č. 0057 a 0058. Pro pěší zde turistická cesta vyznačená není. Do Lhoty či do přilehlých vsí neexistuje žádné železniční spojení – nejbližší zastávky Stvolínky, případně Zahrádky na trati Česká Lípa - Lovosice jsou vzdáleny vzdušnou čarou zhruba osm kilometrů, trať z České Lípy do Bakova nad Jizerou leží zhruba ještě o jeden kilometr dále. Nad vsí jsou Lhotské skály s nejvyšším vrcholem Strážníkem (398 metrů) a u silničky do sousední vsi Zátyní se nachází zajímavé skalní okno.

## Pamětihodnosti
Na území památkové rezervace se kromě dalších roubených a zděných domů a četných sklepů, vytesaných v pískovcových skalách, nacházejí dva památkově chráněné domy a dvě větší usedlosti. Vesnička se nachází na území Chráněné krajinné oblasti Kokořínsko-Máchův kraj a zároveň je součástí evropsky významné lokality Roverské skály.

## Galerie

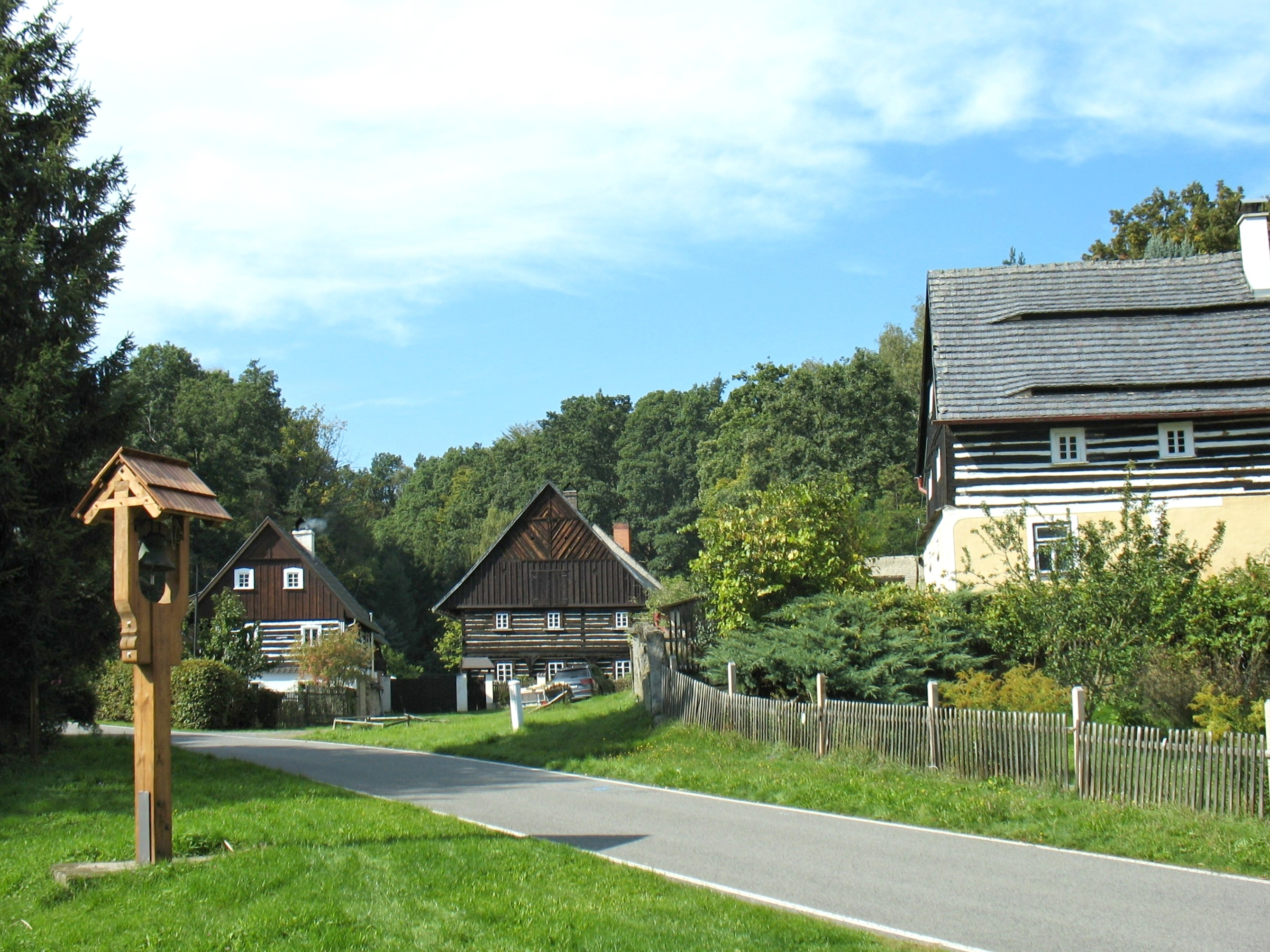
Střed vesnické památkové rezervace
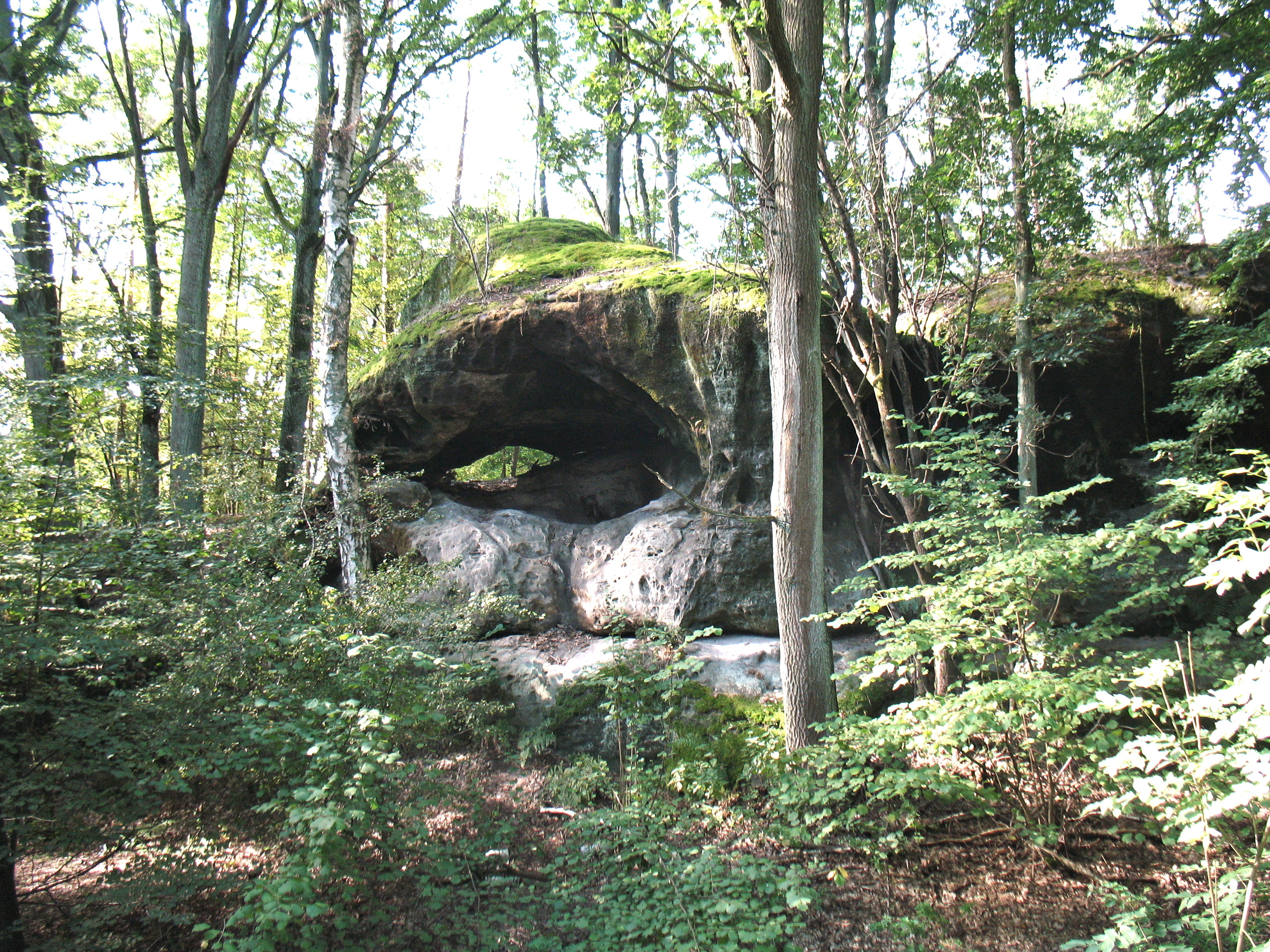
Skalní okno u cesty do Zátyní
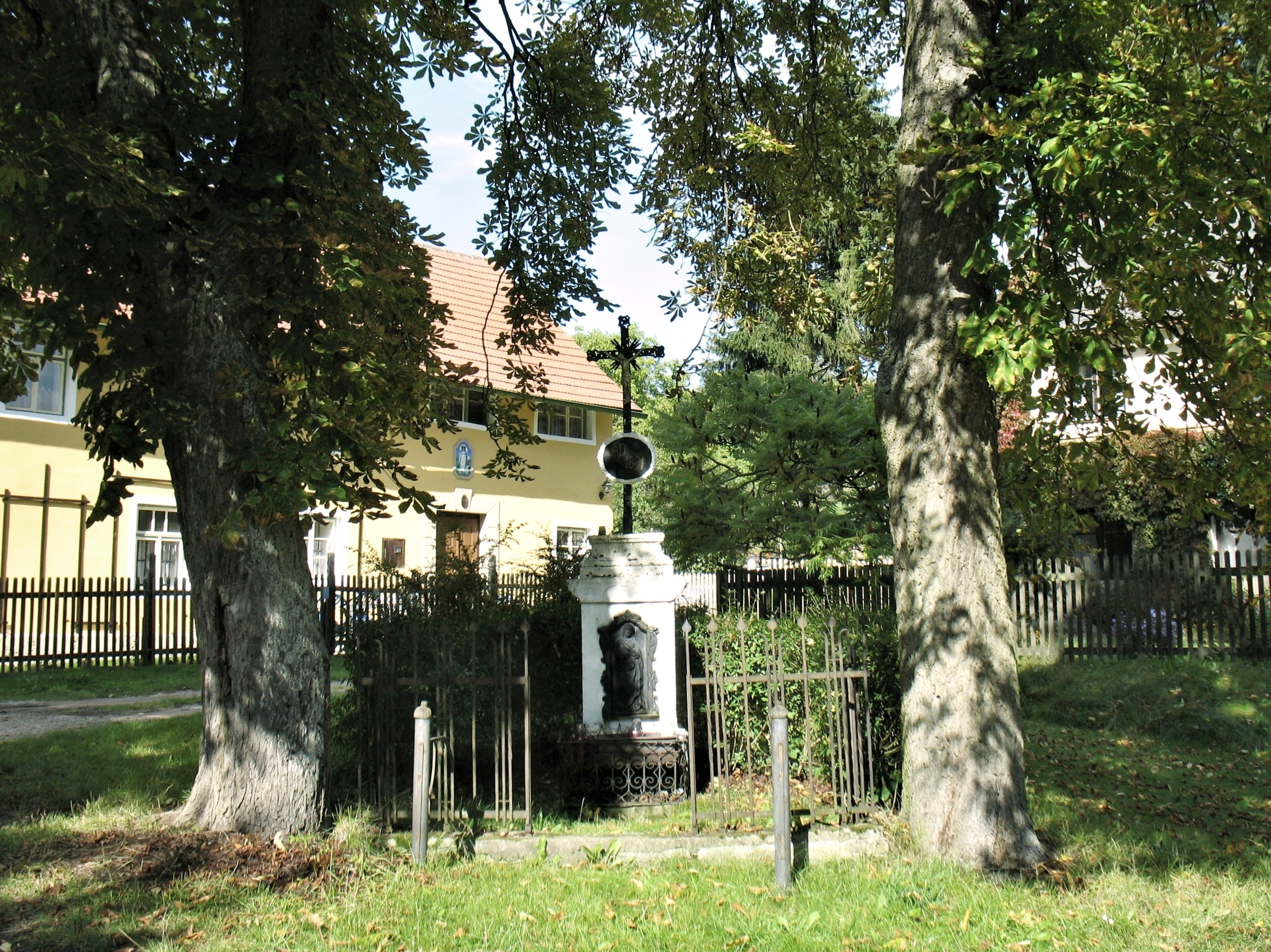
Kříž z roku 1891
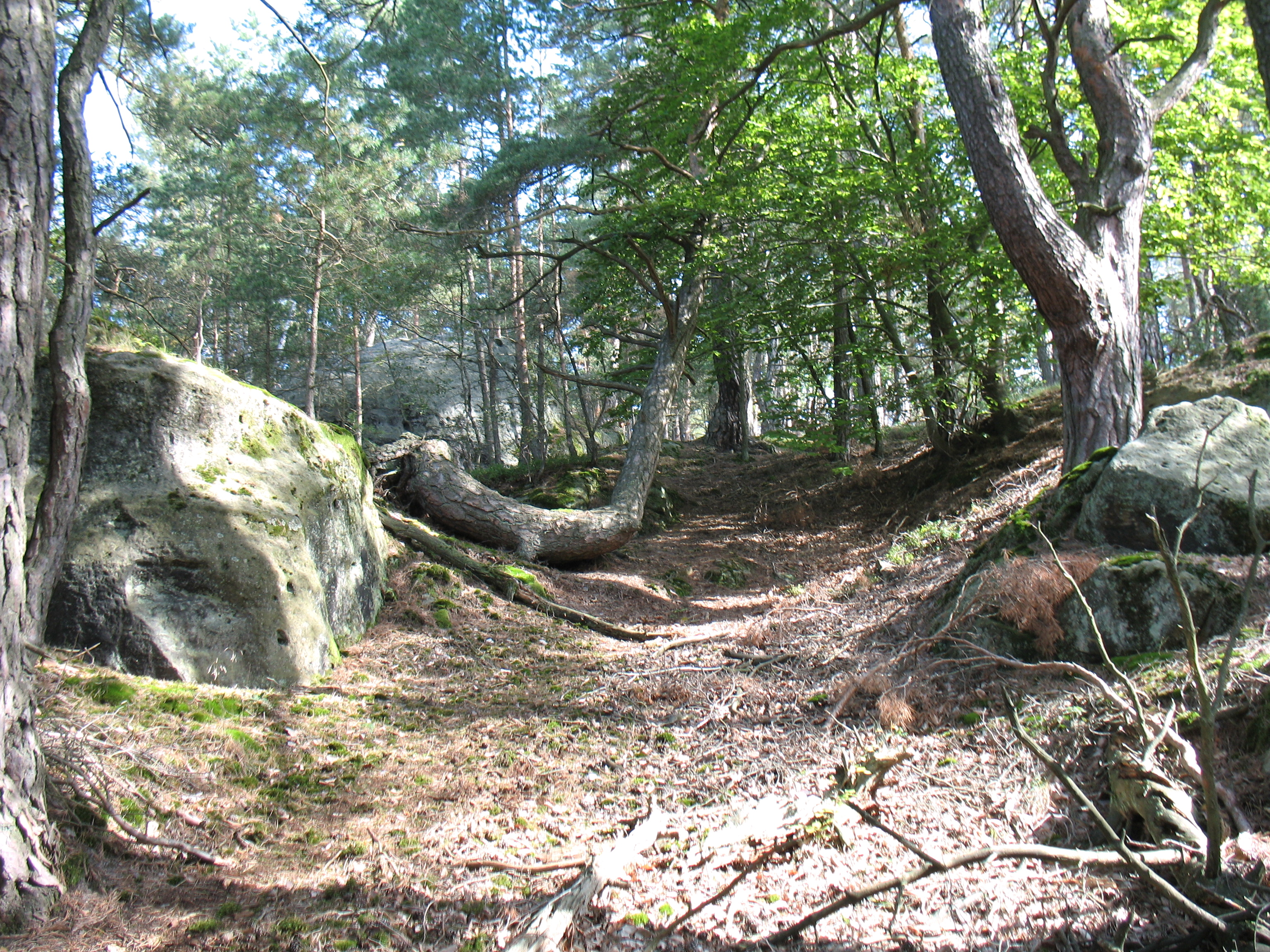
Pod vrcholem Strážníku
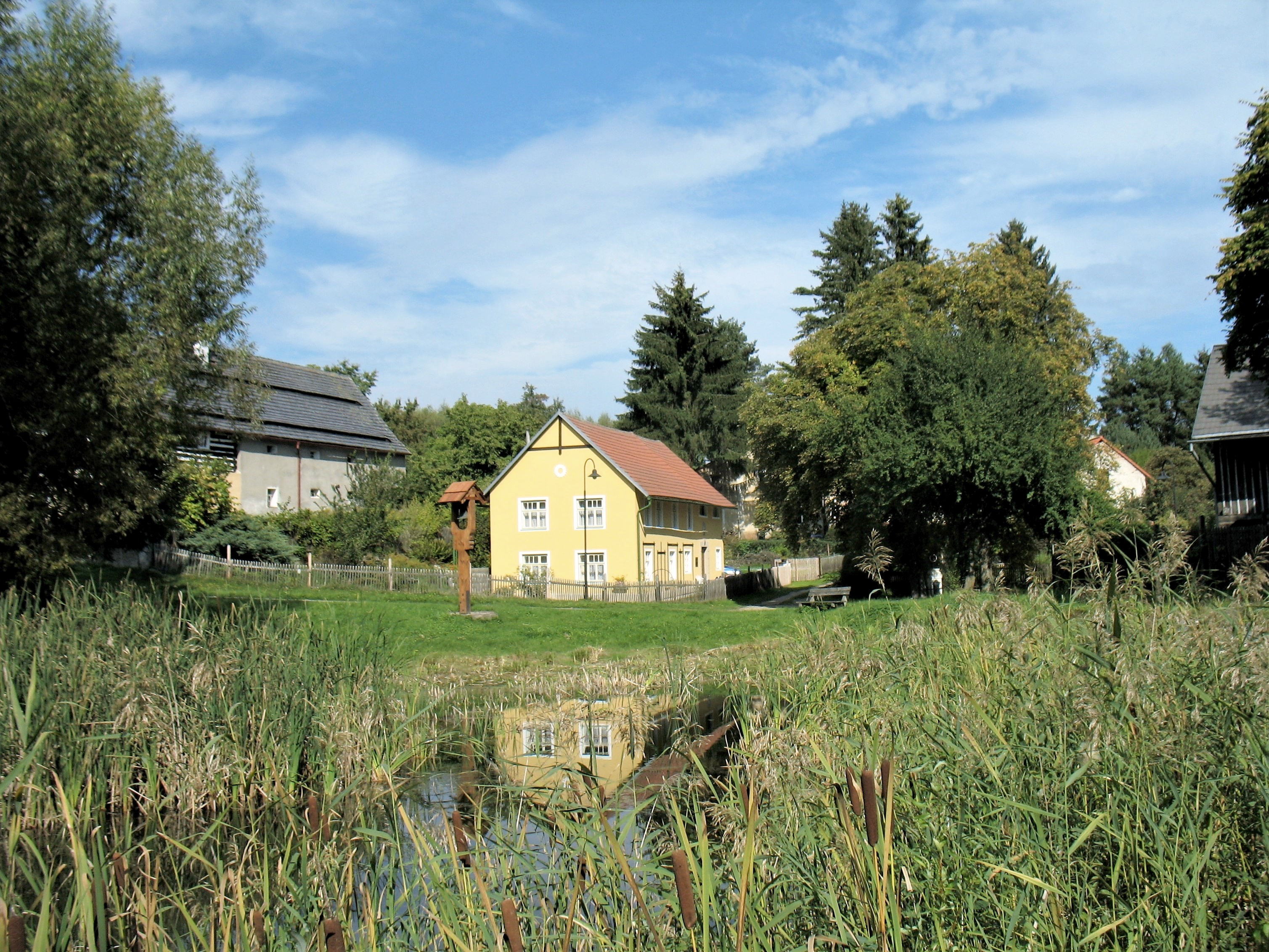
Poslední z někdejších lhotských rybníků
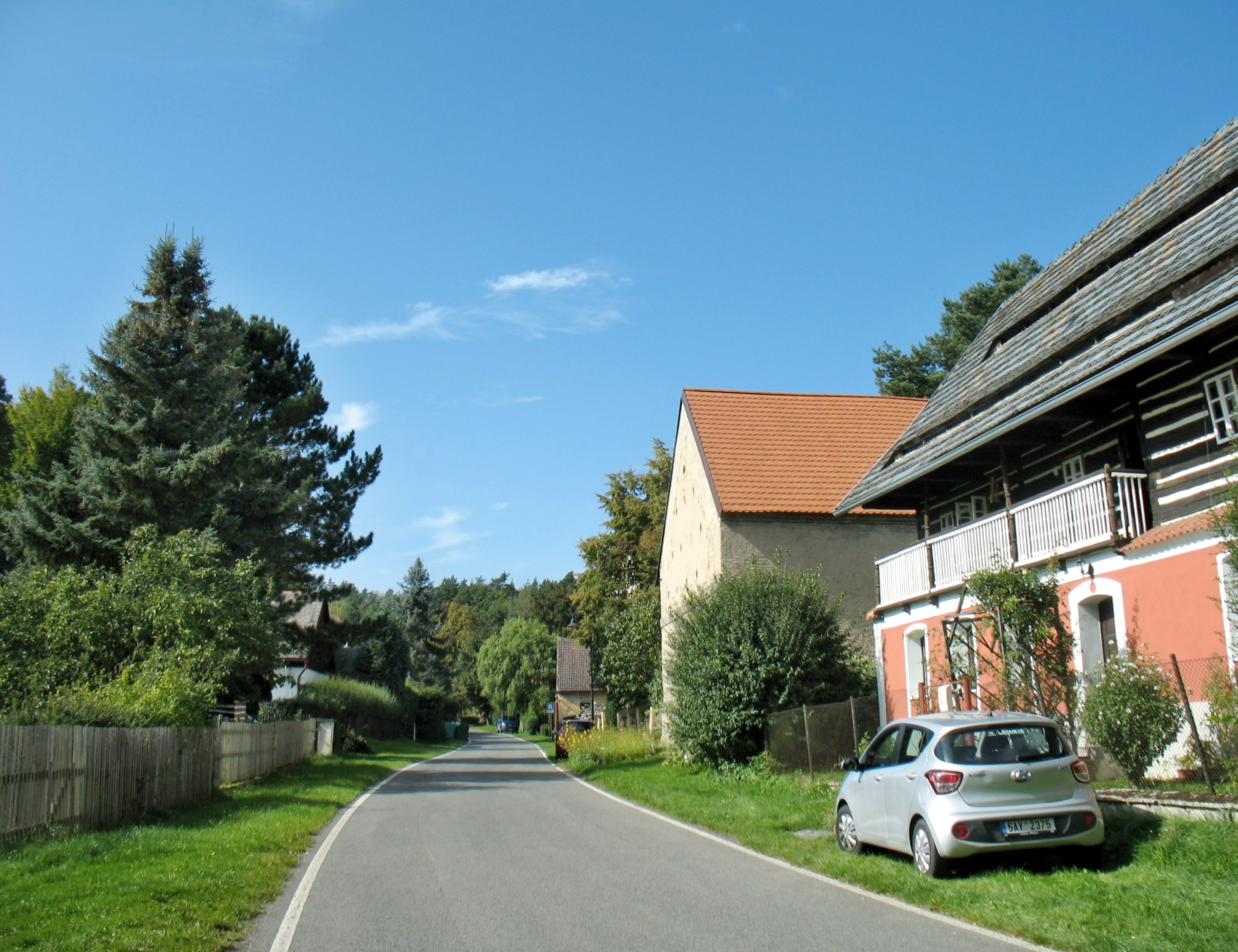
Domy u autobusové zastávky